# Bashkirien
| Systeem                                                              | Subsysteem (NW-Europa) | Etage (NW-Europa) | Serie (ICS)   | Etage (ICS) | Ouderdom (Ma) |
| -------------------------------------------------------------------- | ---------------------- | ----------------- | ------------- | ----------- | ------------- |
| Perm                                                                 | Rotliegend             | Autunien          | Cisuralien    | Asselien    | jonger        |
| Carboon                                                              | Silesien               | Stephanien        | Pennsylvanien | Gzhelien    | 298,9–303,7   |
| Carboon                                                              | Silesien               | Westfalien        | Pennsylvanien | Kasimovien  | 303,7–307,0   |
| Carboon                                                              | Silesien               | Westfalien        | Pennsylvanien | Moscovien   | 307,0–315,2   |
| Carboon                                                              | Silesien               | Westfalien        | Pennsylvanien | Bashkirien  | 315,2–323,2   |
| Carboon                                                              | Silesien               | Namurien          | Pennsylvanien | Bashkirien  | 315,2–323,2   |
| Carboon                                                              | Silesien               | Mississippien     | Serpukhovien  | 323,2–330,9 |               |
| Carboon                                                              | Dinantien              | Mississippien     | Viséen        | Viséen      | 330,9–346,7   |
| Carboon                                                              | Dinantien              | Mississippien     | Tournaisien   | Tournaisien | 346,7–358,9   |
| Devoon                                                               | Boven                  | Famennien         | Boven         | Famennien   | ouder         |
| Indeling van het Carboon gebruikt in Noord-Europa en volgens de ICS. |                        |                   |               |             |               |

Het Bashkirien (Vlaanderen: Bashkiriaan) is in de geologische tijdschaal de onderste etage van het Boven-Carboon (Pennsylvanien). Het heeft een ouderdom van 323,2 ± 0,4 tot 315,2 ± 0,2 Ma; het ligt boven (is jonger dan) het Serpukhovien en onder (is ouder dan) het Moscovien. Het Bashkirien is een internationale indeling zoals vastgelegd door de ICS. In de Europese indeling komt het Bashkirien overeen met het bovenste gedeelte van het Namurien en het onderste gedeelte van het Westfalien.

## Naamgeving en definitie
Het Bashkirien is genoemd naar de republiek Basjkirostan en de daar levende Basjkieren in het zuiden van de Oeral. De etage werd ingevoerd door de Russische stratigrafe Sofia Semichatova in 1934.
De basis van de etage ligt bij het eerste voorkomen van de conodont Declinognathodus nodiliferus. De top (de basis van het Moscovien) ligt bij het eerste voorkomen van de Conodonta Declinognathodus donetzianus en/of Idiognathoides postsulcatus en de fusulinide Aljutovella aljutovica. De GSSP (typelocatie) bevindt zich in Arrow Canyon in de Battleship Wash-Formation (Nevada, V.S.).

## Biostratigrafie
Het Bashkirien beslaat zes biozones gebaseerd op gidsfossielen van conodonten:
- de zone van Neognathodus atokaensis
- de zone van Declinognathodus marginodosus
- de zone van Idiognathodus sinuosus
- de zone van Neognathodus askynensis
- de zone van Idiognathoides sinuatus
- de zone van Declinognathodus noduliferus